# Dan Calichman
Dan Calichman (sinh ngày 21 tháng 2 năm 1968) là một cầu thủ bóng đá người Hoa Kỳ.

## Đội tuyển bóng đá quốc gia Hoa Kỳ
Dan Calichman thi đấu cho đội tuyển bóng đá quốc gia Hoa Kỳ từ năm 1997.

## Thống kê sự nghiệp
| Đội tuyển bóng đá Hoa Kỳ | Đội tuyển bóng đá Hoa Kỳ | Đội tuyển bóng đá Hoa Kỳ |
| Năm                      | Trận                     | Bàn                      |
| ------------------------ | ------------------------ | ------------------------ |
| 1997                     | 2                        | 0                        |
| Tổng cộng                | 2                        | 0                        |